# Jonathan Carroll

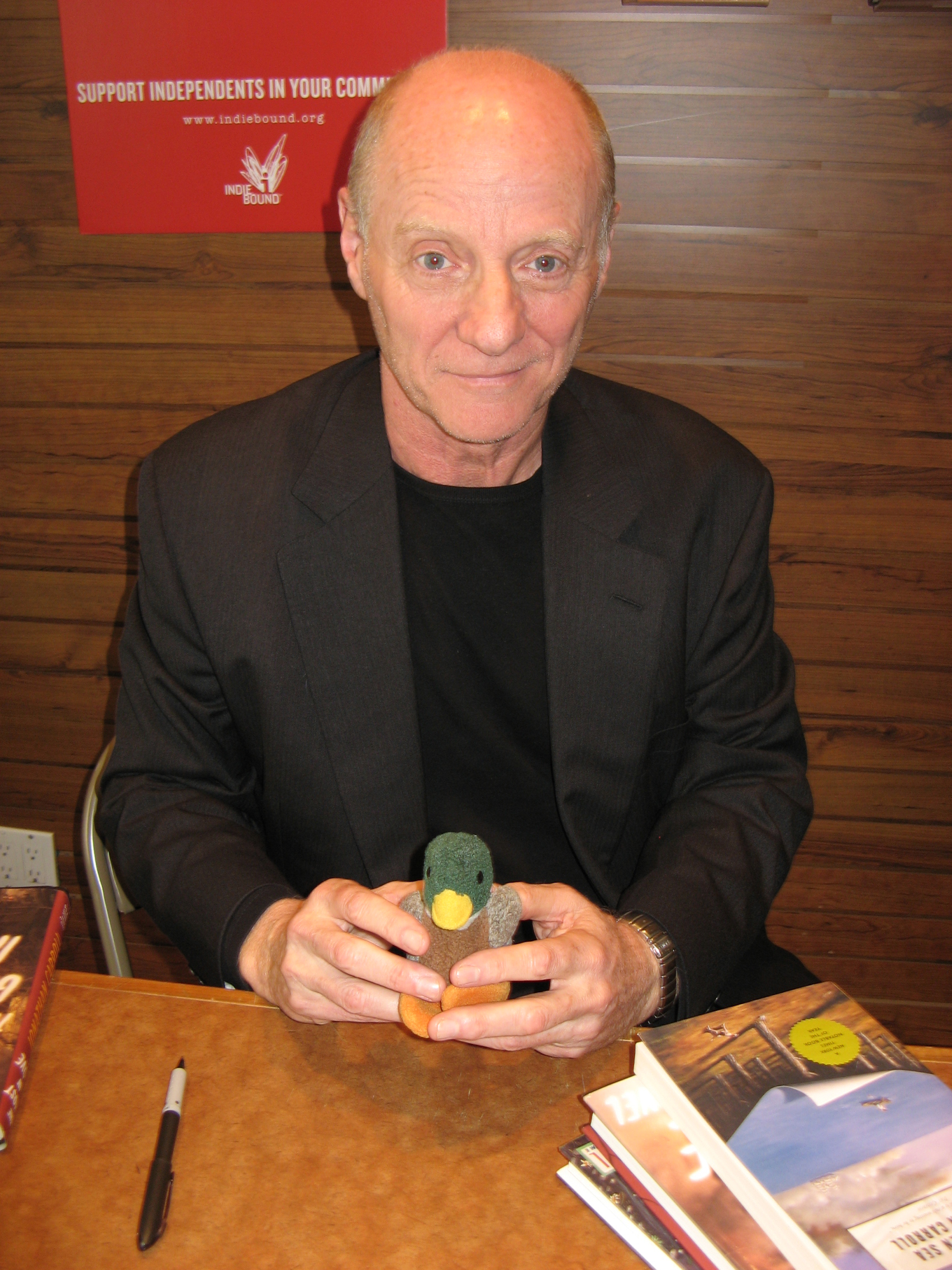
Jonathan Carroll (2008)

Jonathan Samuel Carroll (* 26. Januar 1949 in New York City) ist ein US-amerikanischer Schriftsteller. Er lebt in Wien.

## Leben und Werk
Jonathan Carroll wurde in eine Künstlerfamilie hineingeboren: Sein Vater war der Drehbuchautor Sidney Carroll (dessen größter Erfolg Haie der Großstadt war), seine Mutter Schauspielerin, Sängerin und Lyrikerin. Er ist ein Halbbruder des Komponisten Steve Reich. Nach einer von ihm selbst als „schwierig“ erlebten Jugend erwarb er einen Schulabschluss an der Loomis School, Connecticut und schloss 1971 mit Auszeichnung ein Studium an der Rutgers University ab. Im selben Jahr heiratete er die Künstlerin Beverly Schreiner. Später zog er nach Wien um und lehrte dort Literatur an der American International School.
Da auch der Sohn von Stanislaw Lem diese Schule besuchte, kam Carroll in Kontakt mit dem polnischen Autor und mit dessen damaligem Agenten Franz Rottensteiner, zugleich Herausgeber der Phantastischen Bibliothek im Suhrkamp Verlag. Überzeugt von der Qualität der in den USA anfangs wenig beachteten Werke, brachte Rottensteiner sie in rascher Folge auf den deutschen Markt, auch beflügelt von den Briefen begeisterter Leser wie Stephen King, Peter Straub, Michael Ende und Christopher Priest.
Carroll schreibt sogenannte Phantastische Literatur. Seine Erzählungen beginnen in der gegenwärtigen Realität. Die Helden seiner Bücher sind Menschen der gehobenen Mittelklasse, die irgendwann in ihrem Leben eine zu jenem Zeitpunkt unbedeutend erscheinende Handlung vollziehen. Später stellt sich heraus, dass sie moralisch nicht einwandfrei gehandelt haben. Eine fiktive Welt begegnet der bekannten Welt, und die Helden erleben Situationen, wie man sie aus dem Horror-Genre kennt. Allerdings sind die Brennpunkte der Bücher weniger die alptraumhaften Szenen des Schreckens, als vielmehr der innere Zustand der Figuren, ihre Fragen nach dem „Warum“ und „Wohin“.
In Das Land des Lachens begleitet der Leser den gelangweilten Thomas Abbey auf seiner Spurensuche, alles über den von ihm über alles verehrten Schriftsteller Marshall France herauszufinden, um eine ultimative Biographie des Autors zu schreiben. Seine Recherchen führen ihn in das Städtchen Galen, wo France gelebt und geschrieben hat. Galen ist ein idyllischer Ort, wo es merkwürdige Dinge wie sprechende Hunde gibt und Menschen, die direkt aus Frances Werken entsprungen zu sein scheinen; nach und nach stellt sich heraus, dass der komplette Ort der Phantasie des Schriftstellers entsprungen ist, und erst als am Ende eine Bluttat verübt wird, auf der letzten Seite des Romans, bekommt der Leser einen Hinweis, wie all das zu verstehen ist.

## Werke (Auswahl)
Die Rondua-Bücher
- 1987 Bones of the Moon (dt. 1988 unter dem Titel »Laute Träume« bei Suhrkamp)
- 1988 Sleeping in Flames (dt. 1990 unter dem Titel »Schlaf in den Flammen« bei Suhrkamp)
- 1989 A Child Across the Sky (dt. 1992 unter dem Titel: »Ein Kind am Himmel« bei Suhrkamp)
- 1994 From the Teeth of Angels (dt. 1995 unter dem Titel »Wenn Engel Zähne zeigen« bei Europa)
- 1991 Outside the Dog Museum (gewann den British Fantasy Award, dt. 1993 unter dem Titel »Vor dem Hundemuseum« bei Insel)
- 1992 After Silence (dt. 1995 unter dem Titel »Wenn die Ruhe endet« bei Suhrkamp)

Die Crane's-View-Bücher
- 1998 Kissing the Beehive (dt. 1999 unter dem Titel »Pauline, umschwärmt« bei Europa)
- 1999 The Marriage of Sticks (dt. 2002 unter dem Titel »Fieberglas« bei Eichborn)
- 2001 The Wooden Sea (dt. 2003 unter dem Titel »Das hölzerne Meer« bei Eichborn)

Weitere Romane
- 1980 The Land of Laughs (dt. 1986 unter dem Titel »Das Land des Lachens« bei Suhrkamp)
- 1982 Voice of Our Shadow (dt. 1989 unter dem Titel »Die Stimme unseres Schattens« bei Suhrkamp)
- 1990 Black Cocktail (dt. 1993 unter dem Titel »Schwarzer Cocktail« bei Heyne)
- 2002 White Apples (noch nicht übersetzt)
- 2006 Oko dnia (polnisch; engl.: Eye of the Day)
- 2008 The Ghost in Love (polnisch 2007)

Kurzgeschichtensammlung
- 1996 The Panic Hand (gewann den Bram Stoker Award als beste Kurzgeschichtensammlung, dt. 1989 unter dem Titel »Die Panische Hand«,  bei Suhrkamp)

## Film
- 1987 Drehbuch zu Der Joker, Regie: Peter Patzak

## Auszeichnungen
- 1988 World Fantasy Award für Friend's Best Man, dt. Freund des Menschen (enthalten in Die panische Hand)
- 1989 Prix Apollo (Frankreich) für Das Land des Lachens
- 1992 British Fantasy Award für Outside the Dog Museum, dt.: Vor dem Hundemuseum
- 1996 Bram Stoker Award für The Panic Hand (die ausgezeichnete US-Ausgabe enthält zusätzlich zu den Texten der 1989 erschienenen deutschen Ausgabe noch Schwarzer Cocktail)
- 2000 Grand Prix de l’Imaginaire (Frankreich) für Ménage en grand (Uh-Oh City)

## Kritik
„Jonathan Carroll hat ein außerordentliches schriftstellerisches Potential... und ist damit zu einem Kultautor geworden. Es sind nie dieselben, aber doch ähnliche Geschichten, die sich zu einem Mosaik ergänzen, zu einem Carroll-Kosmos. Geschichten – manchmal witzig, zumeist melancholisch – von Schuld, Sex und Tod, mit denen er uns letztlich nur an die 'andere' Seite der Dinge erinnern will, an die Konsequenzen unserer Taten und daran, daß irgendwo immer etwas zurückbleibt und nur darauf wartet, uns ein Bein zu stellen. Manchmal allerdings reißt er uns das Herz heraus und gibt es nicht mehr zurück.“

„Trocken, traurig, schön. Wenn Carrolls Roman FIEBERGLAS so erfolgreich ist, wie es zu wünschen wäre, darf man hoffen, daß es auch (...) den noch schöneren Nachfolger DAS HÖLZERNE MEER (The wooden Sea) bald auf deutsch geben wird."“

„"(...) Ein bewegliches Heer von Metaphern sei die Wahrheit, sagt Nietzsche - man nehme noch ein paar lebhafte Verben dazu, lasse den "König Cholesterin" in der Kneipe also "gurren" oder einen anderen suspekten Gesprächspartner "dreckig glucksen", lege auf das Ganze trockenste Wehmut samt unterschwellig nekrophilem Wiener Schmäh - "Ein feiner Gast - du lädst ihn ein, und er fällt tot um", und hat bereits den ganzen Carroll-Duktus. (...) So werden endlich auch deutsche Leser erleben dürfen, daß seit Kurt Vonneguts Billy Pilgrim kein Held der Literatur komisch-trauriger aus der Zeit gefallen ist als Carrolls Kleinstadtpolizist Francis/Frannie McCabe."“